# Salvia sclarea

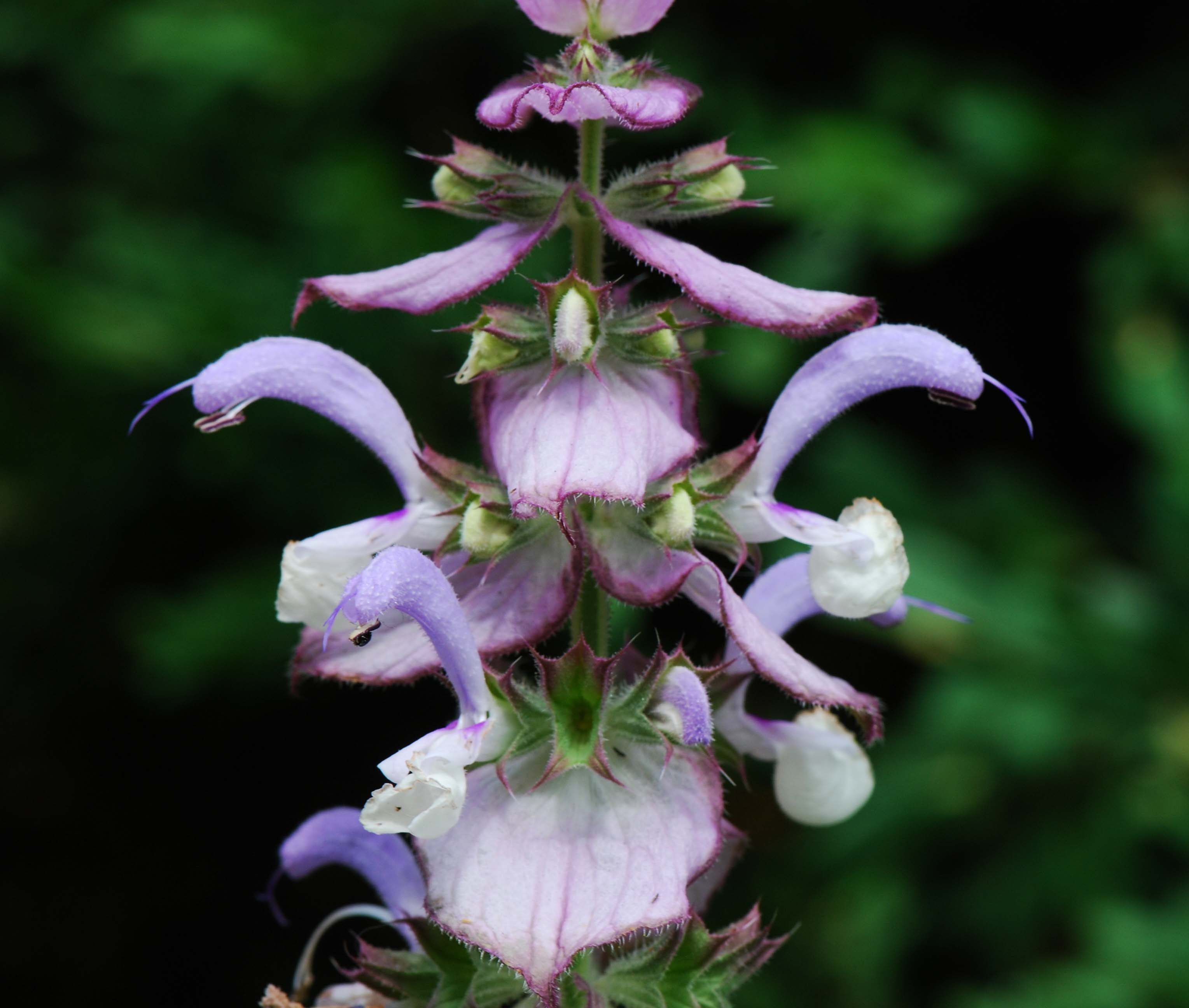
Flor

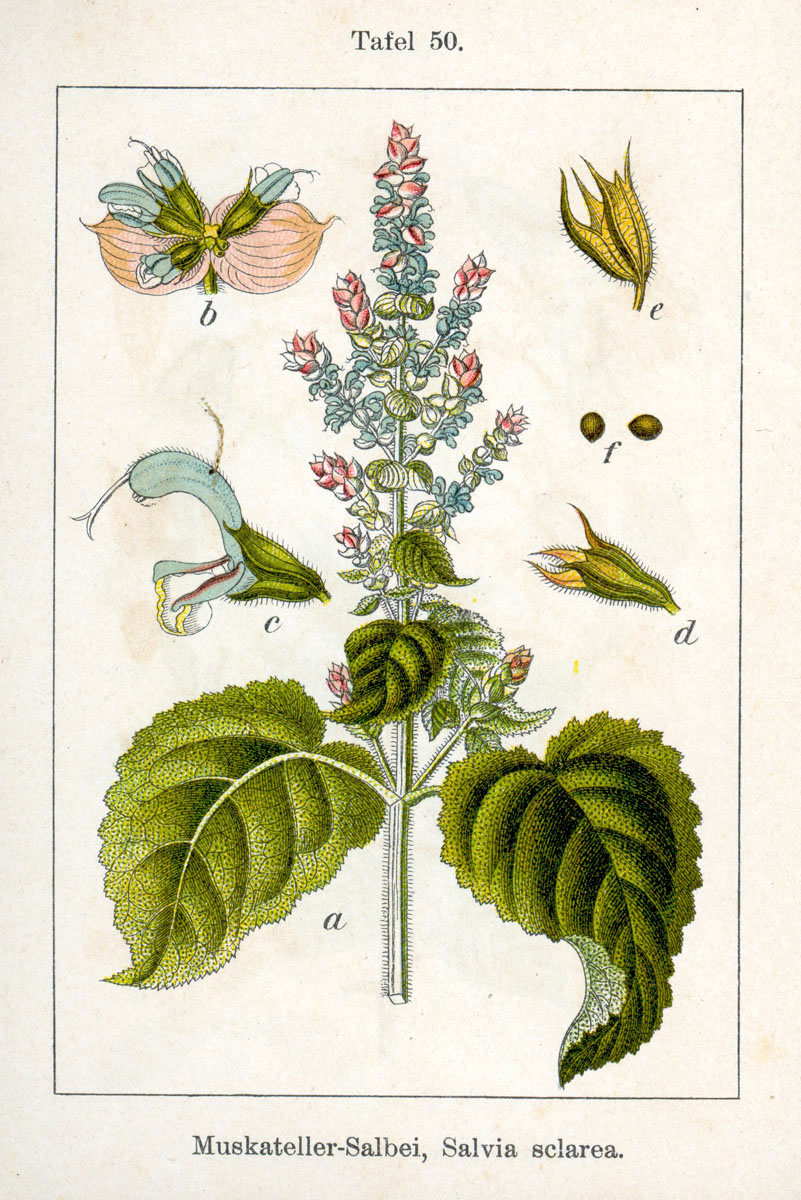
Il·lustració

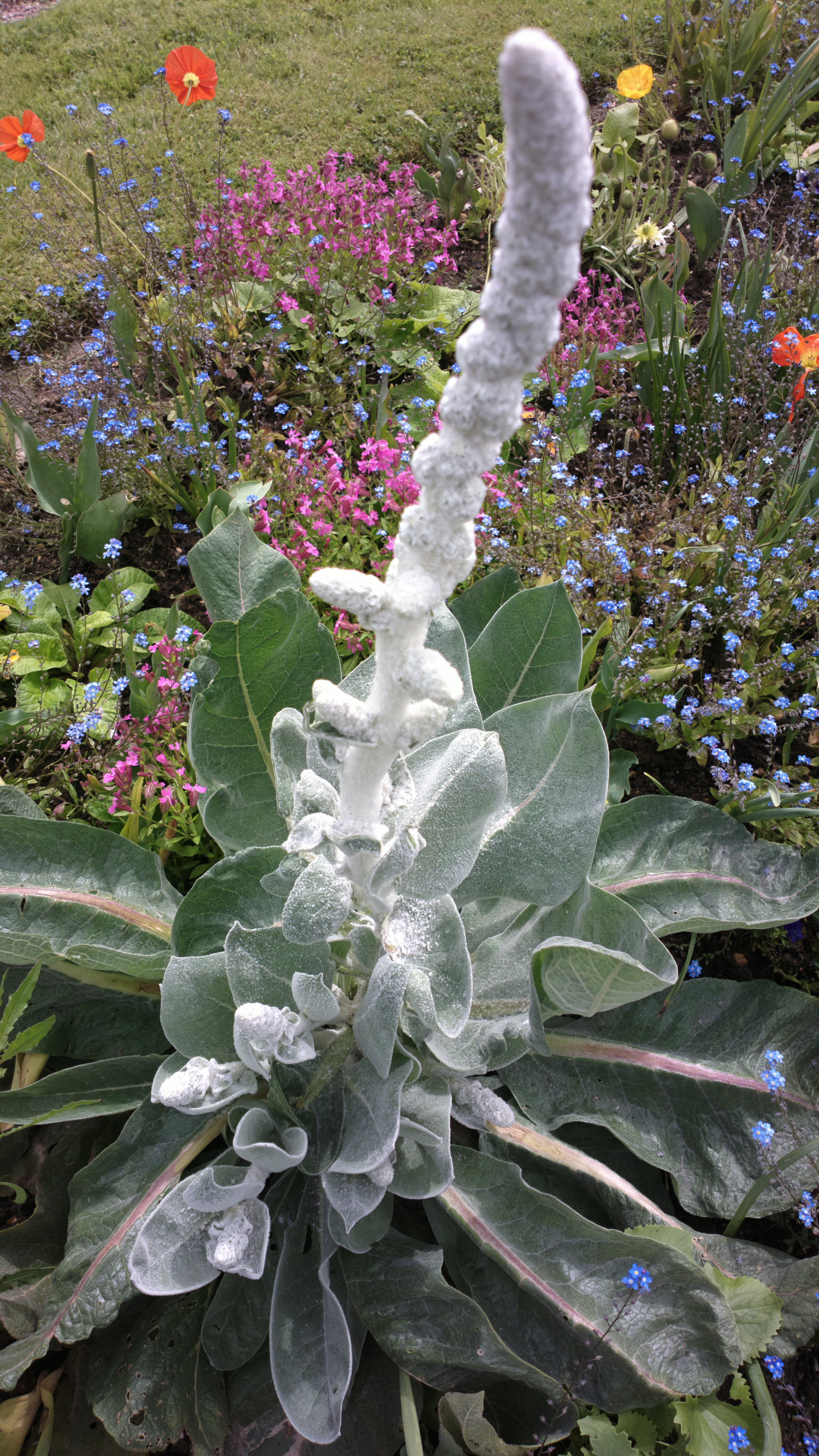
Vista de la planta

La sàlvia romana, cresta de gall, herba de la coltellada, herba madrona, herba santa, madrona, ormí o orval (Salvia sclarea), és una planta herbàcia biennal o perenne del gènere Salvia dins la família de les lamiàcies. És originària de la regió del Mediterrani fins al centre d'Àsia.
Addicionalment pot rebre els noms d'herba Santa Madrona, orpesa i tàrrec. També s'ha recollit la variant lingüística oropesa.

## Descripció
Arriba a mesurar fins a 1 m d'alçada quan està en flor. A l'hivern, es mor i torna a ser una roseta basal. Les fulles tenen una textura llanosa i arriben als 10-20 cm de longitud i 6-12 cm d'ample. Les seves flors apareixen en grups de 2-6 a la tija, mesurant 2,5-3,5 cm de llarg i són de color blanc, rosa o porpra pàl·lid. Les bràctees de les tiges florals tenen colors similars a les flors. Les glàndules de les tiges florals produeixen olis essencials.

## Usos
Es destil·la el seu oli essencial que conté el compost químic aromàtic esclareol. Aquest es troba ocasionalment en botigues especialitzades i botigues de perfums. La seva olor és descrita com a picant, que és considerada per alguns desagradable i molt atractiu per a altres.
Les llavors tenen una capa mucilaginosa, de manera que a vegades s'ha fet servir col·locant una a l'ull d'una persona amb el propòsit de treure objectes estranys. Aquesta pràctica s'observa per Nicholas Culpeper al seu Complete Herbal (1653), qui es va referir a la planta com a "ulls clars".
El destil·lat d'oli essencial s'utilitza àmpliament en perfumeria i com a saboritzant per a moscatell, vermuts, vins i licors. També s'utilitza en aromateràpia per alleujar l'ansietat i la por, els problemes relacionats amb la menstruació, com el síndrome premenstrual i les rampes, i ajudant amb l'insomni.
Avui dia és conreada principalment a Anglaterra, França i el sud de Rússia per a la indústria del perfum.

### Principis actius
L'oli essencial és ric en linalool (10-20%) i en acetat de linanil (45-75%) acompanyats de germacrè D i cariofilè. També és una bona font d'àcid linolènic (omega-3).

### Ús medicinal
S'utilitza com estomacal, astringent, antiespasmòdic, estimulant, emmenagog, antisèptic i contra el refredat i la suor. En medicina popular per a trastorns gàstrics, rampes, timpanitis i diarrees.

### Altres usos
Sovint es cultiva com una planta ornamental als jardins.

## Taxonomia
Salvia sclarea va ser descrita per Linné i publicada a Species Plantarum 1: 27, l'any 1753.

### Citologia
Nombre de cromosomes de Salvia sclarea i tàxons infraespecífics: 2n = 22.

### Etimologia
- Salvia: prové de la paraula llatina "salvus", que significa "salut", per les virtuts medicinals que tenen les plantes d'aquest gènere.
- sclarea: epítet específic, del grec sklêros, σκληρός, "dur".

### Sinonímia
- Aethiopis sclarea (L.) Fourr.
- Salvia altilabrosa Pan
- Salvia calostachya Gand.
- Salvia coarctata Vahl
- Salvia foetida Lam.
- Salvia haematodes Scop.
- Salvia lucana Cavara & Grande
- Salvia pamirica Gand.
- Salvia sclarea var. calostachya (Gand.) Nyman
- Salvia sclarea var. turkestanica (Noter) Mottet
- Salvia simsiana Schult.
- Salvia turkestanica Noter
- Sclarea vulgaris Mill.[12]